# Consumismo

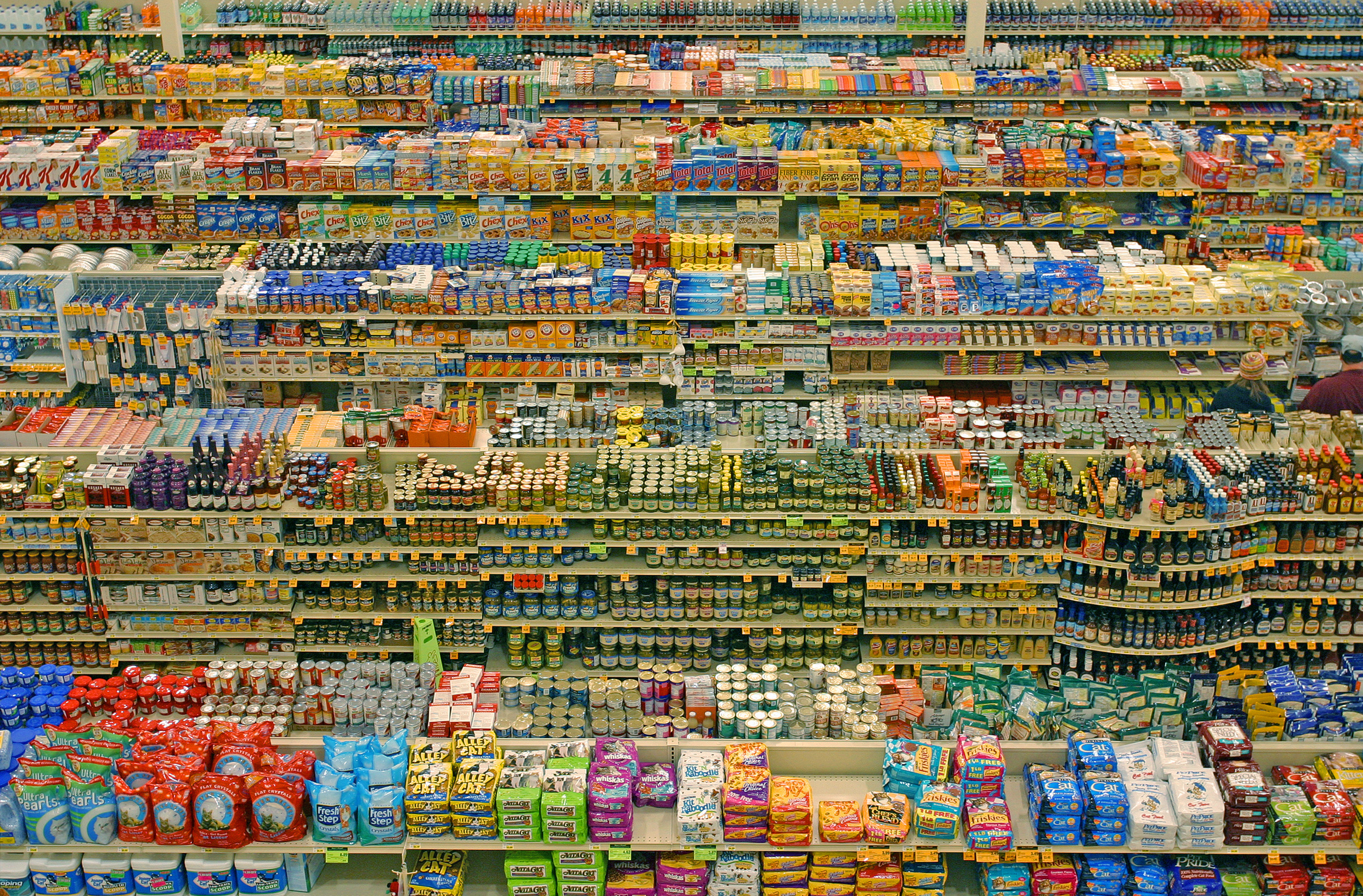
Productos de la industria alimentaria presentados en los lineales de un supermercado de Portland, Oregón, Estados Unidos. Fotografía por Andreas Gursky.

El consumismo es la compra o acumulación de bienes y servicios considerados no siempre necesarios.
El consumismo a gran escala en la sociedad contemporánea compromete los recursos naturales y la economía sostenible. Las alternativas a algunos de los problemas del consumismo son el desarrollo sostenible, el ecologismo, el decrecimiento y el consumo responsable. La publicidad idealiza la satisfacción y felicidad personal producida por el consumismo.

## Origen y antropología del consumo
El consumismo inicia su desarrollo y crecimiento a lo largo del siglo XX como consecuencia directa de la lógica interna del capitalismo y la aparición de la publicidad, herramientas que fomentan el consumo y generan nuevas necesidades en el consumidor. El consumismo se ha desarrollado principalmente en el denominado mundo occidental; se extendió después a otras áreas, y se hizo popular el término sociedad de consumo, creado por la antropología social, referido al consumo masivo de productos y servicios. 
Para Jeremy Rifkin, en la década de 1920 se produjo una sobreproducción en Estados Unidos -motivada por un aumento de la productividad y una bajada de la demanda (economía) por la existencia de un alto número de desempleados debido a los cambios tecnológicos- que encontró en el marketing (mercadotecnia y publicidad) la herramienta para incrementar, dirigir y controlar el consumo.
En relación con la evolución desde las primitivas sociedades igualitarias hasta las sociedades de clases diferenciadas y el paso del intercambio y la reciprocidad a la acumulación ―que alcanza su apogeo en sociedad actual―, señala el antropólogo Marvin Harris:

Tras la aparición del capitalismo en la Europa occidental, la adquisición competitiva de riqueza se convirtió una vez más en el criterio fundamental para alcanzar el estatus de gran hombre. Sólo que en este caso los grandes hombres intentaban arrebatarse la riqueza unos a otros, y se otorgaba mayor prestigio y poder al individuo que lograba acumular y sostener la mayor fortuna. Durante los primeros años del capitalismo se confería el mayor prestigio a los que eran más ricos pero vivían más frugalmente. Más adelante, cuando sus fortunas se hicieron más seguras, la clase alta capitalista recurrió al consumo y despilfarro conspicuos en gran escala para impresionar a sus rivales. Construían grandes mansiones, se vestían con elegancia exclusiva, se adornaban con joyas enormes y hablaban con desprecio de las masas empobrecidas. Entretanto, las clases media y baja continuaban asignando el mayor prestigio a los que trabajaban más, gastaban menos y se oponían con sobriedad a cualquier forma de consumo y despilfarro conspicuos. Pero como el crecimiento de la capacidad industrial comenzaba a saturar el mercado de los consumidores, había que desarraigar a las clases media y baja de sus hábitos vulgares. La publicidad y los medios de comunicación de masas aunaron sus fuerzas para inducir a la clase media y baja a dejar de ahorrar y a comprar, consumir, despilfarrar o gastar cantidades de bienes y servicios cada vez mayores. De ahí que los buscadores de estatus de la clase media confirieran el prestigio más alto al consumidor más importante y más conspicuo.

## Posturas hacia el consumismo

### Posturas críticas

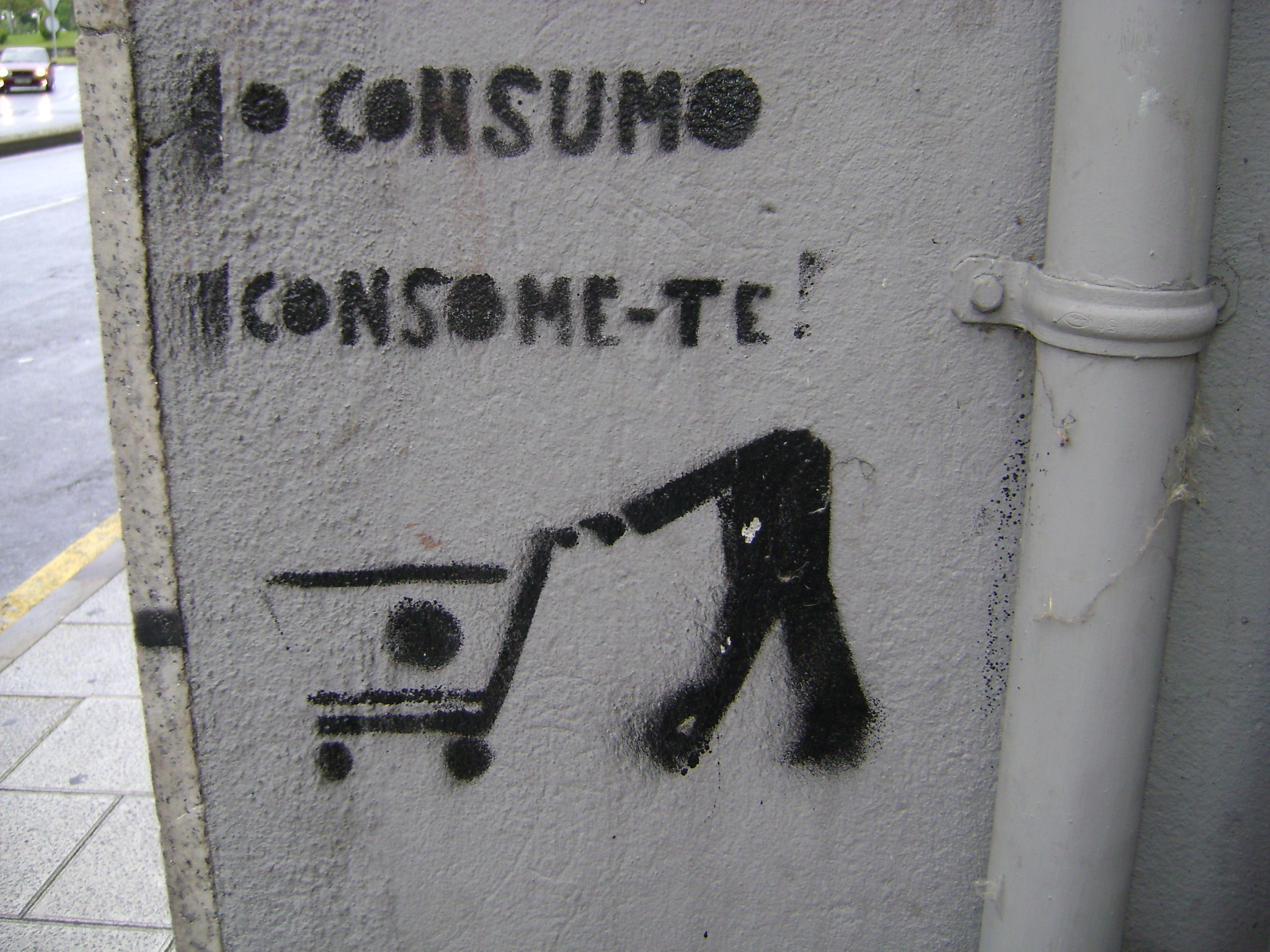
«El consumo te consume», esténcil anticonsumista.

Para muchas personas, el uso de esta palabra tiene necesariamente una carga política, ya que, casi siempre, el que utiliza las palabras consumismo y consumo excesivo lo hace para criticar lo que considera consumo innecesario en otras personas.
Una manera distinta de interpretar la palabra "consumismo" es considerarla como la organización de la economía de una sociedad que, aunque tal como está ahora, funciona a satisfacción tanto de consumidores como de productores, se puede decir que en su conjunto despilfarra ciertos recursos. Un ejemplo no trivial podría ser el uso de los envases y las bolsas de plástico, que contaminan los ríos y reservas de agua dulce y ensucian las ciudades y regiones suburbanas. El método moderno es más cómodo e higiénico para los consumidores e incrementa los ingresos de los comerciantes, pero desde el punto de vista del funcionamiento de la economía en su conjunto también desperdicia una serie de recursos que antes se aprovechaban mejor.

### Posturas defensivas
Algunos argumentan que los gastos jamás son innecesarios para quienes realizan el consumo, por ejemplo, una persona considera que comprar un coche por diez mil dólares es innecesario porque existe otro de cinco mil que ya cubre sus necesidades, entonces comprará el de cinco mil. Si compra el de diez mil es solo porque cubre más necesidades que el de cinco mil. Es defendido para activar la economía, favoreciendo la industria y así dar trabajo.

### Diseño ecológico
Por diseño ecológico o ecodiseño se entiende la incorporación sistemática de aspectos medioambientales en el diseño de productos con el objeto de reducir su eventual impacto negativo en el medio ambiente a lo largo de todo su ciclo de vida.
Entramos ahora en una fase, afortunadamente, en la que el reciclaje es sumamente importante para todos. Los supermercados ya se están poniendo manos a la obra con el uso de las bolsas ecológicas, pues las de polietileno tardan más de doscientos años en biodegradarse, y cuando lo hacen se convierten en pequeñas partículas tóxicas que afectan de manera directa a la naturaleza.

## Causas y consecuencias

### Causas

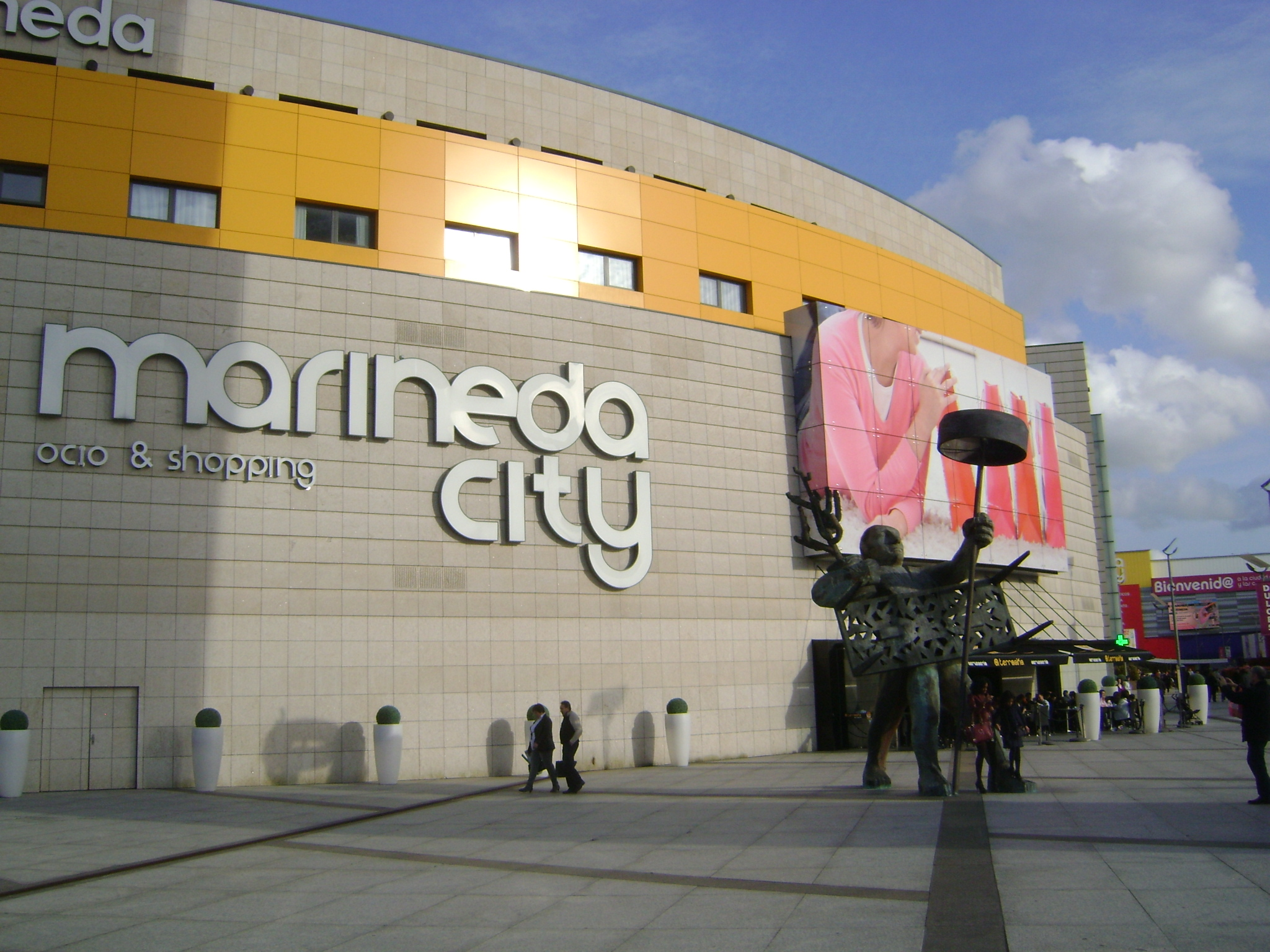
Centro comercial en La Coruña, Galicia (España).

La falta de identidad de cada una de las personas al no conocer sus necesidades esenciales, y por no estar claro en relación con las necesidades de los más cercanos a cada uno; factores influyentes como: la imitación de personajes de televisión u otros arquetipos, que generan un ídolo a seguir. Dichos ídolos inducen a las personas con una falta de Identidad personal a consumir ciertos productos innecesarios, como consecuencia: generación de necesidades infinitas que no pueden suplirse, la no felicidad.
El consumismo se ve incentivado principalmente por:
- La publicidad, que en algunas ocasiones consigue convencer al público de que un gasto es necesario cuando antes se consideraba un lujo.
- La predisposición de usar y tirar muchos productos, sin tener en cuenta el daño que esto puede hacer ecológica y económicamente.
- La baja calidad de muchos productos, que conllevan un período de vida relativamente bajo (obsolescencia programada), los cuales son atractivos por su bajo costo, pero a largo plazo salen más caros y son más dañinos para el medio ambiente.
- Algunas patologías como obesidad o depresión que nos hacen creer más fácilmente en la publicidad engañosa, creyendo con esto que podemos resolver nuestro problema consumiendo indiscriminadamente alimentos, bebidas, artículos milagrosos u otro tipo de productos.
- El desecho inadecuado de objetos que pueden ser reutilizados o reciclados, ya sea por nosotros o por otros.
- La cultura y la presión social.
- La ignorancia.

### Consecuencias
- Global: es dañino para el equilibrio ecológico en su totalidad ya que actualmente existen muchos problemas relacionados con el excesivo consumo de recursos naturales que se hace a nivel mundial así como el que los procesos de producción en su gran mayoría generan contaminación.
- Regional: la preferencia de productos innecesarios o fácilmente sustituibles de una población que son producidos en otra región ayuda a desequilibrar la balanza comercial entre las regiones.
- Social: frecuentemente se ayuda a la mala distribución de la riqueza, ya que los consumidores son por lo general de un nivel socioeconómico inferior que los dueños de las compañías generadoras de los productos objetos de consumismo.
- Familiar: al caer en el consumismo aumentamos nuestros gastos de forma innecesaria comprando cosas que pudiéramos evitar o reducir como productos cuya publicidad promete milagros, productos de vida útil baja o productos sustitutos de otros naturales.
- Personal: diversas opciones consumistas son menos saludables que las que no lo son. Por ejemplo, hacerse un zumo de naranja en casa en lugar de comprar uno empaquetado que además de contener conservante, viene con envases que acaban en la basura inorgánica.

## Actitudes ante el consumismo

### Que contribuyen a él
- Consumir productos de un solo uso o de un número pequeño de usos en lugar de productos más duraderos. Ejemplos: envases no reciclables en lugar de reciclables, maquinillas desechables en lugar de una de navajas intercambiables, bolsas de plástico de supermercado en lugar de bolsas resistentes y cámaras fotográficas desechables en lugar de una convencional. También puede incluirse aquí el consumo de productos de baja calidad que duran menos que otros de mayor calidad.
- Consumir productos que generan grandes cantidades de residuos, en particular, plásticos y otros residuos no biodegradables. Por ejemplo, consumir botellas pequeñas de agua mineral en lugar de botellas de mayor tamaño o agua de grifo.
- La cantidad de basura inorgánica que generamos es notablemente superior a la cantidad de basura orgánica.

Otra característica de las personas actuales es el consumismo, cuando el dinero domina a estas, la ciudad se convierte en un gran mercado y su habitante en un ser productor y consumidor..

### Contrarias
A nivel doméstico.
- Comprar objetos de segunda mano.
- Considerar diversas consecuencias de un producto antes de su adquisición, como son su impacto en la salud, en el ecosistema y en la economía local y personal. También el motivo que hace requerirlo, si es una necesidad concreta o creada artificialmente por medio de la publicidad o la moda.
- Comprar solo lo realmente necesario e imprescindible.

### Homo oeconomicus
La persona económica tiene dos caras, la de empresaria y la de consumidora. El empresario se preocupa por la prosperidad de su negocio, las tendencias de las personas de negocios son:
1. Tener más y ser más grandes que los otros.
2. Celeridad para llevar a cabo sus propios planes económicos es tan importante como su carácter masivo.
3. Le atrae lo nuevo.
4. Tiene anhelo de poder.

Lo propio de los valores económicos consiste en ser intercambiados y consumidos; lo de los valores espirituales en ser expresados y comunicados.
A la persona consumista no le interesan los ideales filosóficos, éticos, religiosos ni morales que impliquen ayudar de forma genuina al medio ambiente o a otras personas de manera desinteresada como en otras culturas, sus modelos a seguir son los de aquellas personas que han triunfado económicamente, gente llena de cosas materiales, pero a la intemperie metafísica, en general, el bienestar material se incrementa mientras el desarrollo espiritual se reduce.
Esta peculiaridad de las personas modernas se anuda con lo anterior que nos permite calificarlo de homo oeconomicus. Esta persona económica de la que hemos hablado tiene dos caras: empresario/consumidor. La civilización moderna no sabe lo que es quien ignora el sentido.
Es aquel o aquella que integra una "sociedad de consumo". Los valores económicos se intercambian y se usan. La gente consumista no establece distinciones. Tanto económicas como espirituales. La riqueza material desempeñó un papel importante en las sociedades humanas, pero jamás constituyó por sí misma objeto de admiración como en la actualidad.

## Tipos de consumo
Se pueden establecer tres tipos de consumo según función de las necesidades del sujeto y de la frecuencia en el gasto del bien o servicio:
- Consumo experimental: el consumo del producto o servicio se produce por novedad o curiosidad o por tener. Suele suceder cuando se lanza al mercado un producto nuevo o es una versión mejorada de uno existente.
- Consumo ocasional: el consumo es intermitente, basado en la disponibilidad del bien o servicio o en la satisfacción de deseos o necesidades no permanentes.
- Consumo habitual: el consumo ya forma parte de las actividades cotidianas del sujeto. En este renglón entran los llamados artículos de primera necesidad, los cuales también se conocen como básicos, imprescindibles o prioritarios.

Cuando un artículo de consumo ocasional pasa a ser de consumo habitual sin que sea algo realmente imprescindible (como por ejemplo bebidas alcohólicas, tabaco, etc.) pudiera existir de manera subyacente un problema de adicción.